# Beylerbey

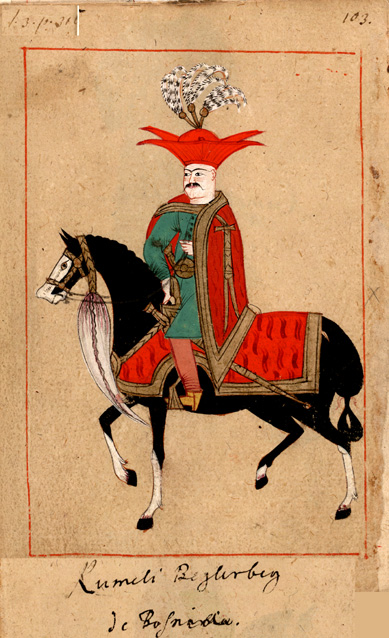
Der Rumeli-Bejlerbej von Bosnien (1657)

Der Beylerbey, auch Bejlerbej (osmanisch بكلربكی Beylerbeyi, früher Beglerbeg), bezeichnete den wichtigsten der Provinz-Gouverneure im Osmanischen Reich. Das Wort „Beylerbey“ kommt von dem türkischen Wort Bey und bedeutet „Herr der Herren“. Es wird auch Bejlerbej, Beglerbeg oder Beilerbei geschrieben.
Der Verwaltungsbereich eines Beylerbeys entsprach dem später gebräuchlichen Eyâlet.

## Geschichte
Der erste Beylerbey wurde von Sultan Murad I. ernannt. Es war Lala Şahin Pascha, der Beylerbey von Rumelien. 1393 wurde das Amt des Beylerbeys von Anatolien eingerichtet. Diese beiden Beylerbeys standen an der Spitze sämtlicher Eyâlets, Vilayets und Sandschaks ihres jeweiligen Einflussbereichs, also des europäischen bzw. asiatischen Teils des Reiches. Nur die Wesire hatten einen höheren Rang. In der Blütezeit des Osmanischen Reiches wurden infolge der Eroberungen zahlreiche zusätzliche und kleinere Beylerbeyliks gegründet. Damit verringerten sich auch die verhältnismäßige Macht und das Ansehen der Beylerbeys.

## Bedeutungsvarianten
- Beylerbeyi ist bis heute auch eine Bezeichnung für yörükische Stammesführer.
- Beylerbeyi als Ortsname